# Torqabeh
Torqabeh (farsi طرقبه) è una città dello shahrestān di Torqabeh e Shandiz, circoscrizione Centrale, nella provincia del Razavi Khorasan in Iran. Aveva, nel 2006, una popolazione di 13.158 abitanti. Si trova a poca distanza da Mashhad in direzione ovest.